# Jean Dieudonné
Jean Alexandre Eugène Dieudonné (ur. 1 lipca 1906 w Lille, zm. 29 listopada 1992 w Paryżu) – francuski matematyk, członek i jeden z założycieli grupy Bourbaki. Zajmował się m.in. algebrą, analizą funkcjonalną oraz teorią grup Liego.
W 1931 doktoryzował się na École normale supérieure w Paryżu. Pracował na uniwersytetach w Rennes, Nancy i São Paulo, następnie przeniósł się do Stanów Zjednoczonych, gdzie w latach 1952–1959 wykładał na Uniwersytecie Michigan oraz Northwestern University. Później nauczał na Institut des hautes études scientifiques w Paryżu. W latach 1964–1970 był profesorem na uniwersytecie w Nicei. Od 1968 był członkiem Francuskiej Akademii Nauk.
Opublikował m.in. La Géométrie des groupes classiques (1958), Foundations of Modern Analysis (1960), Algèbre linéaire et géométrie élémentaire (1964) oraz Éléments d’analyse (9 tomów publikowanych w latach 1968–1982).